# Diegem
Diegem is een dorp in de Belgische provincie Vlaams-Brabant en een deelgemeente van Machelen. Diegem was een zelfstandige gemeente tot aan de gemeentelijke herindeling van 1977. Het dorp is sterk verstedelijkt en ligt in de Brusselse Rand, net ten noordoosten van de hoofdstad Brussel. Het dorpscentrum is vergroeid met de Brusselse agglomeratie, ligt binnen de Brusselse Ring R0 en wordt doorkruist door de R22. In het oosten liggen het gehucht Diegem-Lo en de luchthaven Brussels Airport.

## Geschiedenis
Diegem is gelegen in een golvend terrein, dat gekenmerkt wordt door de vallei van de Woluwe. Ten noorden en ten zuiden liggen een hoger gelegen vlakte: respectievelijk het Loland en Harenheide. Diegem dankt zijn ontstaan aan de voorde bij de Woluwe: een plaats waar deze rivier gekruist kon worden (het huidige kruispunt tussen Woluwelaan en Haachtsesteenweg). In de buurt van Diegem werd traditioneel de Lediaan-zandsteen ontgonnen. Deze werd via een landweg, in de 19e eeuw geplaveid als Budasteenweg, getransporteerd naar de Willebroekse Vaart.
In 1866 werd spoorlijn 36 geopend, die het grondgebied van de gemeente doorsneed van west naar oost. 
In 1937-1938 werd de Woluwe gekanaliseerd en overwelfd, waarna in de jaren 50 op de vrijgekomen ruimte de Woluwelaan werd aangelegd. 
Wanneer de luchthaven van Zaventem wordt uitgebouwd in de jaren 50 en 60, sneuvelt het grootste deel van het oorspronkelijke gehucht Diegem-Lo. Niet veel later, in de jaren 70 wordt de Brusselse Ring aangelegd. In 1976-1977 werd de Ring ter hoogte van Diegem afgewerkt.
In 1943 kwam het bevel dat de torenspits van de Sint-Catharine en Sint-Corneliuskerk moest worden afgebroken. Dit moest gebeuren om de landingsbaan van het vliegveld in Melsbroek vrij te houden, Machelen, Helmet en Steenokkerzeel ondergingen hetzelfde lot. Als dit niet zou gebeuren tegen een bepaalde datum zouden de Duitsers de kerk opblazen met dynamiet. Door onderhandelingen met de Duitsers kwamen ze in contact met bouwmeester Frans De Groodt, die vervolgens voorstelde om de torenspits stelselmatig af te breken tot op de eerste verdieping. Alle stenen zouden genummerd worden en worden bijgehouden onder een geïmproviseerd afdak op het oude kerkhof. Florent d'Hulst werd aangenomen om deze taak tot een goed einde te brengen en deed dit in 35 dagen. Op 5 december 1946 gaven de ministeriële diensten hun goedkeuring nadat gebleken was dat de wederopbouw het luchtverkeer niet zou storen. Eind september 1951 werd het kruis samen met de windhaan geplaatst wat het einde van de heropbouw betekende.
Door zijn ligging direct na startbaan 25R was Diegem anno 2016 de (deel)gemeente die het vaakst wordt overvlogen door vliegtuigen van Brussels Airport.

## Bezienswaardigheden
- De Sint-Catharina en Sint-Corneliuskerk heeft een karakteristieke toren in de vorm van een tiara. Het was ooit een drukbezocht bedevaartsoord voor Cornelius, een paus uit de derde eeuw
- Het Margapaviljoen met een poortgebouw uit de vijftiende eeuw, genoemd naar de laatste eigenaar Marga.
- De Duivenmolen

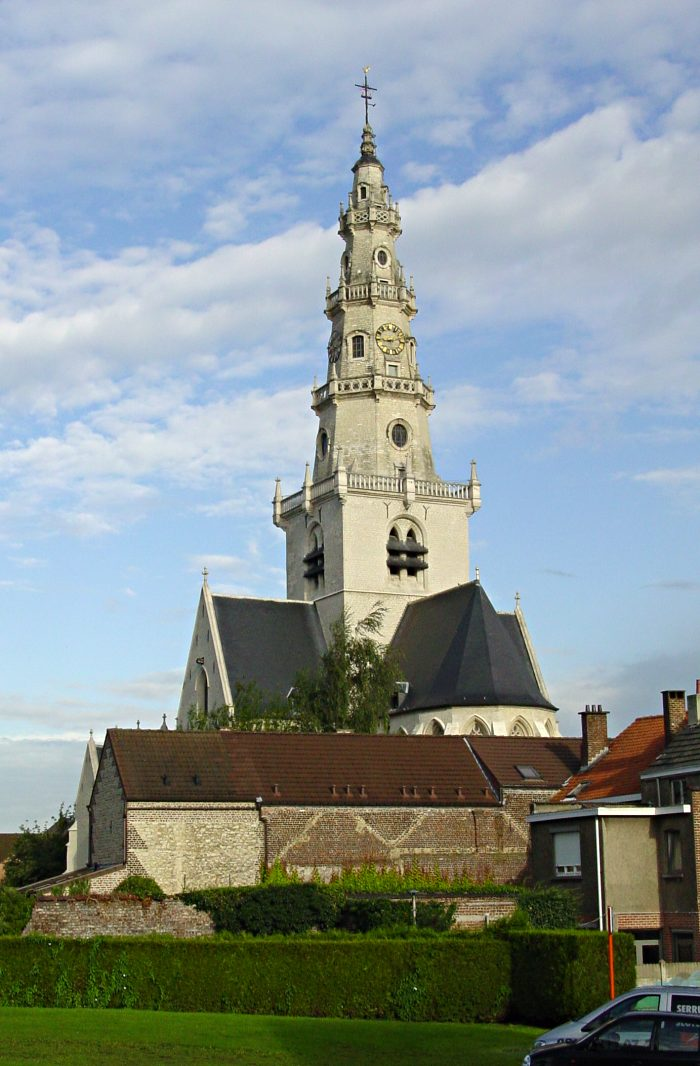
Sint-Catharina en Sint-Corneliuskerk
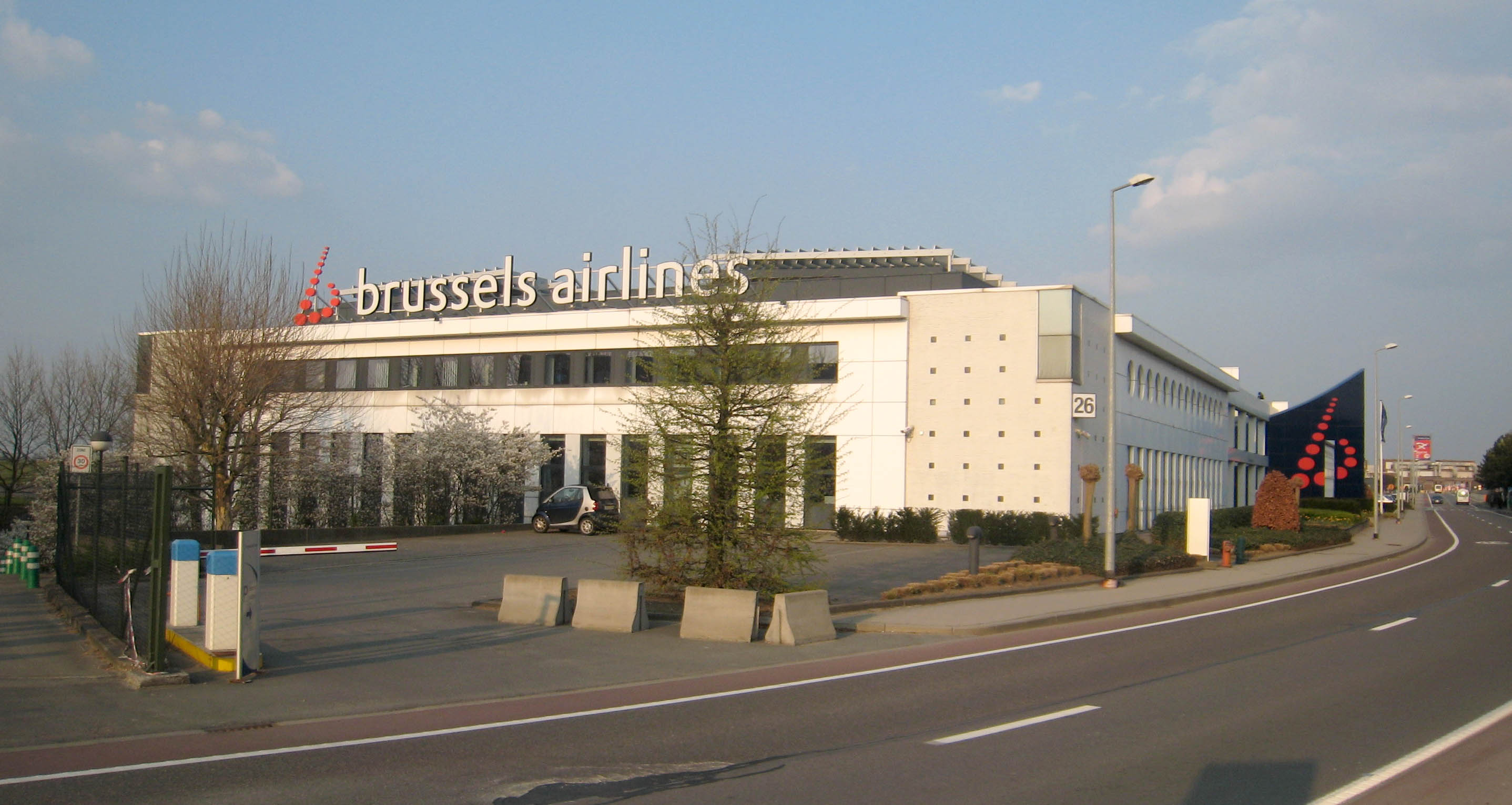
b.house, het hoofdkantoor van de Brussels Airlines, Diegem
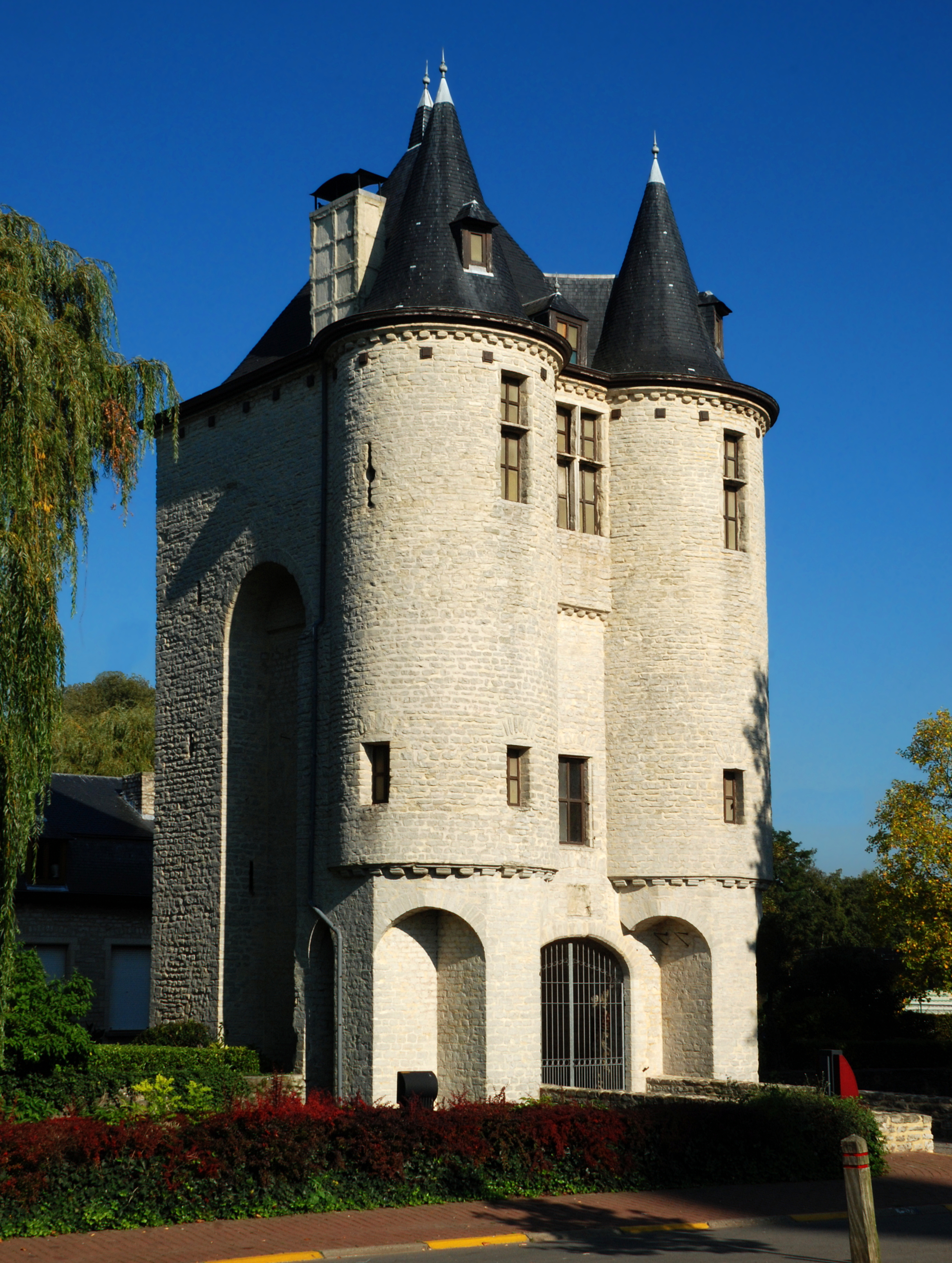
Margapaviljoen

## Natuur en landschap
Diegem ligt aan de Woluwe op een hoogte van 22-54 meter. Diegem is zeer sterk verstedelijkt daar het is vastgebouwd aan de Brusselse agglomeratie, omringd is door bebouwing en ook nabij het vliegveld is gelegen. Daarnaast zijn er autosnelwegen, verkeersknooppunten en een spoorlijn.

## Demografische ontwikkeling
- Bronnen:NIS, Opm:1831 tot en met 1970=volkstellingen; 1976 = inwoneraantal op 31 december

## Sport
- In Diegem vindt jaarlijks de Cyclocross Diegem-wedstrijd in het veldrijden plaats, die traditioneel rond Kerstmis plaatsvindt. In 2000 deed men dit in primeur bij kunstlicht. In 2007 gebeurde dit nogmaals, maar dan iets groter. De wedstrijd kwam ook rechtstreeks op tv.
- De voetbalclub Diegem Sport speelt in de nationale voetbalreeksen van de KBVB.

## Geboren in Diegem
- Victor Servranckx (1897-1965), Belgisch kunstschilder (abstracte kunst)

## Nabijgelegen kernen
Haren, Diegem-Lo, Zaventem, Sint-Stevens-Woluwe